# Herrliche Zeiten im Spessart
Herrliche Zeiten im Spessart ist eine deutsche Filmkomödie des Regisseurs Kurt Hoffmann aus dem Jahr 1967. Die Handlung knüpft lose an die Vorgängerfilme Das Wirtshaus im Spessart und Das Spukschloß im Spessart an, die ebenfalls unter Hoffmanns Regie in den Jahren 1958 und 1960 entstanden. Die Hauptrolle ist erneut mit Liselotte Pulver besetzt, der männliche Hauptpart wird von Harald Leipnitz gespielt. Das Filmplakat titelte seinerzeit: „Von Millionen erwartet: Der dritte große Spessart-Film!“

## Handlung
Anneliese, eine Nachfahrin der Komtesse Franziska und der Gräfin Charlotte, ist die Tochter eines Hotelbesitzers im Spessart. Die junge Frau plant gerade ihre Hochzeit mit ihrem Verlobten Frank, einem amerikanischen Offizier deutscher Herkunft, als dieser überraschenderweise mitten in den Hochzeitsvorbereitungen wegen einer Spionageangelegenheit zurück in die USA beordert wird. Die Feier droht zu platzen. 
Die zu Gespenstern mutierten Räuber aus dem „Wirtshaus im Spessart“, die schon über fünf Jahre im Weltraum in einer Landekapsel unterwegs sind, weil eine Düse verklemmt ist, finden heraus, dass sie diese reparieren können. Daraufhin landen sie auf dem Dach des Spessart-Hotels, wo sie Anneliese treffen. Sie zeigen sich hilfsbereit und wollen die junge Frau mit der Landekapsel nach Amerika zu ihrem Verlobten fliegen. Allerdings können sie die Steuerung nicht richtig bedienen und werden durch die Zeit geschleudert, was bedeutet, dass sie verschiedene Epochen der Vergangenheit und der Zukunft durchlaufen. Zuerst landen sie in der Vergangenheit bei den Germanen, den Minnesängern und auch im Dreißigjährigen Krieg. In jeder dieser Zeiten begegnet Anni dem Typus ihres Verlobten, verliert ihn aber jedes Mal wieder an das Militär. 
Später in der Zukunft, als die Reisegefährten einen Raketentechniker wegen der verklemmten Düse suchen, treffen sie auf das mittlerweile um viele Jahre gealterte Paar Anni und Frank, das entgegen allen Widrigkeiten die geplante Hochzeit durchführen konnte und mittlerweile drei Söhne hat. Bei einer Probereise in der Raumkapsel dreht sich die Zeit wieder zurück, der mitreisende Frank wird jünger und jünger, bis nach einem kurzen Umweg über die Kinderzeit die termingerechte Landung erfolgt. Die Erinnerungen Franks sind ebenfalls zurückgelaufen, sodass er sich an sein langes Leben nach der Hochzeit nicht mehr erinnern kann: So meint er trocken, als Anni, deren Erinnerung Bestand hat, ihm freudig von den gemeinsamen drei Söhnen erzählt, sie sei ein nettes Mädchen, aber leider etwas verrückt. Die Gespenster aber haben das von ihnen geforderte gute Werk vollbracht und sind nun erlöst.

## Produktion

### Produktionsnotizen, Dreharbeiten
Produktionsfirma war die Independent Film GmbH (Berlin/West) in Zusammenarbeit mit der CCC Filmkunst GmbH (Berlin).
Der Film wurde vom 29. März bis zum 6. Juni 1967 im Studio der CCC-Film Berlin-Spandau gedreht. Anders als in den beiden ersten Spessart-Filmen diente in der Eingangssequenz nicht der Miltenberger Marktplatz, sondern der Marktplatz in Heppenheim an der Bergstraße als Kulisse. Weitere Außenaufnahmen entstanden im Odenwald sowie auf Burg Kreuzenstein bei Wien. 
Regisseur und Produzent Kurt Hoffmann erklärte seinerzeit, dies sei der bis dato teuerste Film, den er je gedreht habe. Obwohl dies eine rein deutsche Produktion sei, habe man sehr viel Geld ausgegeben. Allein die Kostüme hätten über 130.000 DM gekostet. Nach dem Preis der Bauten solle man ihn erst gar nicht fragen. Hoffmann machte zudem ein großes Geheimnis aus den modernen Gags des Films, erzählte aber, dass die Geschichte davon eine Menge habe. Der Film sei ein Musterbeispiel dafür, dass der Krieg der schlimmste Feind der Liebe sei, die nicht stattfinde, zumindest nicht so, wie es am schönsten wäre, weil ein General jeweils im falschen Augenblick zu den Waffen rufe.

### Filmeinführung
Dem Film werden folgende Zeilen vorangestellt:

„Die ‚Herrlichen Zeiten‘ – wo sind sie? Ist’s gestern gewesen? Wird’s morgen sein?
 Waren die Zeiten der alten Germanen herrlich? Das Dasein während der Bauernkriege war’s sicherlich nicht. Eher die Romantik der Ritter und Minnesänger. Aber da gab’s die Kreuzzüge …
 Müssen wir also noch lange darauf warten – vielleicht 100 Jahre – bis zum Jahre 2067?
 Was das Herrlichste aller Zeiten ist, das weiß man: die Liebe. Und von der Liebe erzählt dieser Film. Von der Liebe und ihrem schlimmsten Feind, dem Krieg. Eines existiert eigentlich nur ohne das andere.
 So also meint dieser Film, könnten wohl unsere Zeiten anno 1967 herrlich sein. Falls …
 Oder müssen wir noch 100 Jahre darauf warten?“

### Veröffentlichung
Herrliche Zeiten im Spessart wurde am 21. September 1967 in Würzburg (Bavaria-Filmtheater, CCC-Filmtheater) uraufgeführt. Der ungarische Titel lautet Spessarti szép napok, der internationale Titel Glorious Times in the Spessart respektive Glorious Times in the Spessart Inn.
Alive gab den Film am 10. Februar 2017 innerhalb der Reihe „Juwelen der Filmgeschichte“ auf DVD und als Blu-ray heraus. Ebenfalls am 10. Februar 2017 erschien der Film bei Alive innerhalb der Spessart-Trilogie zusammen mit den beiden Vorgängerfilmen.

## Kritik
„Die Spessart-Gespenster vgl. ‚Das Wirtshaus im Spessart‘ und ‚Das Spukschloß im Spessart‘ verhelfen nach mehreren ‚Zeitreisen‘ in die Vergangenheit und die Zukunft, die die Kontinuität des Militarismus und die Kraft der Liebe belegen sollen, einer jungen Frau der Gegenwart zu der von militärischen Übungen unterbrochenen Hochzeit. Dritte Auflage der romantischen Geschichte nach Wilhelm Hauff, in der aus dem alten Wirtshaus im Spessart 100 Jahre später ein modernes Großhotel geworden ist. Nicht mehr als ein in mittelmäßigem Kabarettstil vorgetragener Ulk um Zeitauswüchse und menschliche Schwächen, nicht frei von geschmacklichen Ausrutschern.“

Auf der Seite Remember it for later hieß es: „Dass aller guten Dinge drei sind kann man hinsichtlich der Spessart-Filme von Kurt Hoffmann leider nicht bestätigen. Alles, was im ersten Film so liebenswert und stimmungsvoll war, im zweiten witzig, beschwingt, originell und spritzig, ist in Herrliche Zeiten im Spessart albern, bemüht, verkrampft und geschmacksverirrt. Man erkennt das Bemühen, dem direkten Vorgänger noch einen draufzusetzen, nicht nur eine Musikkomödie mit satirischen Seitenhieben gegen die Politik in Bonn, Filz in den Amtsstuben, Altnazis und den Kapitalismus zu drehen, sondern wirklich eine Satire, einen Film, der das bekannte Sujet nutzt, um den Zustand der Weltpolitik aufs Korn zu nehmen. Ein hehres Ziel, das Hoffmann aber leider meilenweit verfehlt. Herrliche Zeiten im Spessart ist eine Qual, weil die Kluft zwischen Anspruch und Wirklichkeit so offen zu Tage liegt, dass es weh tut.“